# Номерні знаки Еквадору
Автомобільні номерні знаки Еквадору — номерні знаки, що використовуються для ідентифікації транспортних засобів в Еквадорі.

## Типи номерних знаків

### Стандартні номерні знаки
| Тип                                                | Друга літера                  | Колір                    | Зображення | Приклад  |
| -------------------------------------------------- | ----------------------------- | ------------------------ | ---------- | -------- |
| Для персонального використання                     | Будь-яка окрім вказаних нижче | Білий                    |            | ABC-0123 |
| Для комерційного використання (таксі або автобуси) | A, U, Z                       | Помаранчевий             |            | AAC-0123 |
| Урядові знаки                                      | E                             | Золотавий                |            | AEC-0123 |
| Для використання посадовцями                       | X                             | Золотавий                |            | AXC-0123 |
| Знаки муніципальних урядів                         | M                             | Темний пастельно-зелений |            | AMC-0123 |

### Особливі номерні знаки
| Тип                          | Літери | Колір    | Зображення | Приклад |
| ---------------------------- | --- | -------- | ---------- | ------- |
| Дипломатичні номери          | CC (консульський корпус) CD (дипломатичний корпус) OI (міжнародна організація) AT (адміністративний і технічний персонал) | Синій    |            | CD-0123 |
| Для тимчасового інтернування | IT | Червоний |            | IT-0123 |

### Номерні знаки ЗС Еквадору
Автомобільні знаки Збройних сил Еквадору починаються літерою «F» та зазвичай містять літери «T» (для Сухопутних сил), «N» (для Військово-морських сил) та «AE» (для Військово-повітряних сил) та мають оформлення ідентичне до урядових номерних знаків.

## Коди провінцій Еквадору
| Код | Провінція                    |
| --- | ---------------------------- |
| A   | Асуай                        |
| B   | Болівар                      |
| C   | Карчі                        |
| E   | Есмеральдас                  |
| G   | Гуаяс                        |
| H   | Чимборасо                    |
| I   | Імбабура                     |
| J   | Санто-Домінго-де-лос-Цачилас |
| K   | Сукумбіос                    |
| L   | Лоха                         |
| M   | Манабі                       |
| N   | Напо                         |
| O   | Ель-Оро                      |
| P   | Пічинча                      |
| Q   | Орельяна                     |
| R   | Лос-Ріос                     |
| S   | Пастаса                      |
| T   | Тунгурауа                    |
| U   | Каньяр                       |
| V   | Морона-Сантьяго              |
| W   | Галапагос                    |
| X   | Котопахі                     |
| Y   | Санта-Елена                  |
| Z   | Самора-Чинчипе               |